# Fóruns imperiais

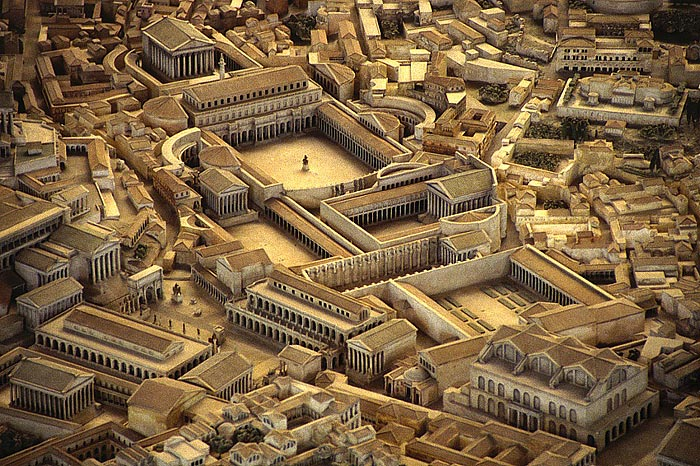
Os fóruns imperiais ao centro. À esquerda o Fórum romano.
Modelo da Roma Antiga no Museu da Civilização Romana.

Na Roma Antiga, um fórum ou foro (em latim: forum, lit. "mercado", pl. fora) era uma adaptação espacial ordenada da ágora e da acrópole gregas. Além de servir tradicionalmente como mercado, o fórum era um ponto de encontro de grande importância social, e frequentemente era palco de diferentes atividades, incluindo discussões e debates políticos, reuniões, entre outras funções. Os fóruns imperiais constituem uma série de praças monumentais edificadas pelos imperadores romanos no curso de um século e meio (entre 46 a.C. e  113 d.C. no coração da cidade de Roma.

## Fórum Romano
Entre os chamados fóruns imperiais não está incluído o Fórum Romano, que é a velha praça republicana, cuja primeira sistematização ocorreu no século VI a.C. e que permaneceu por séculos o centro político, religioso e económico da cidade. Com a construção de novos edifícios e a reconstrução dos mais antigos, o Fórum Romano nunca mais teve um carácter unitário. Sob Júlio César e Augusto, a construção da Basílica Júlia e a reconstrução da Basílica Emília, que limitavam os lados da praça, deram-lhe contudo regularidade.

## Desenvolvimento histórico dos fóruns

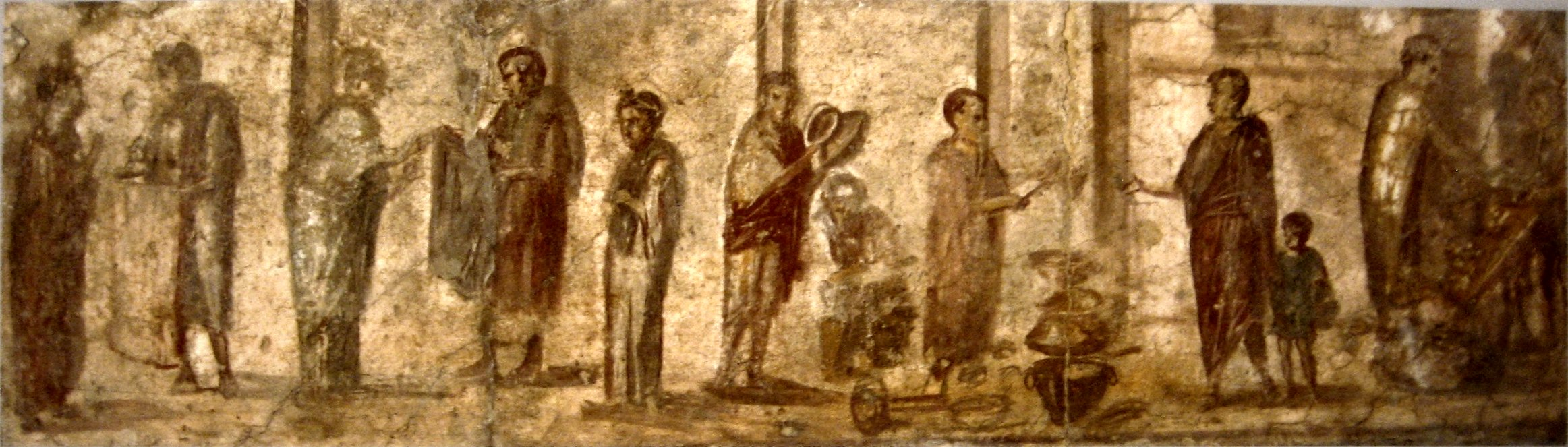
Pintura em parede de Pompeia, retratando atividades cotidianas no mercado.

Seguindo o modelo do Fórum Romano, situado no centro de Roma, diversos fóruns menores ou mais especializados surgiram ao longo da história de Roma. Na altura das expansões e reformas feitas nos fóruns da cidade ao fim do período republicano, Pompeu, o Grande ergueu o teatro que leva seu nome, em 55 a.C.. Este edifício incluía em seu complexo um grande fórum, situado atrás das arcadas do teatro em si, conhecido como Pórtico de Pompeu. Esta estrutura foi a inspiração para o primeiro fórum imperial de Júlio César, e todos os que se seguiram.
Grandes fóruns podem ser encontrados por toda a península Itálica; não devem, no entanto, ser confundidos com a onipresente piazza da cidade italiana atual. Embora tenham um propósito e uso semelhante, a maior parte das piazze foram criadas na Idade Média, e muitas vezes não estavam presente ainda nas plantas originais destas cidades. Os fóruns eram parte integrante de todas asprovíncias romanas tanto na República quanto no Império, e alguns dos seus principais exemplos arqueológicos são:
- Fórum de Filipos
- Fórum e Fórum Provincial de Mérida, Espanha
- Fórum de Tarragona, Espanha
- Fórum de Pompeia, Itália

Durante o período imperial diversos novos tipos de fóruns surgiram, para propósitos específicos, como os Fórum Civis (judiciais) e os Venálios (comerciais), além dos preexistentes, como o Fórum Boário (onde ogado era negociado) e o Fórum Holitório (onde produtos de origem vegetal eram vendidos).
Segundo o arquiteto Vitrúvio, do século I a.C., o fórum ideal deveria ser grande o bastante para acomodar uma grande multidão, porém não tão grande a ponto de fazer uma pequena multidão parecer ainda menor. Ele propôs uma escala de 3:2 em comprimento por largura; o Fórum de Trajano, em Roma, foi construído no século II  d.C. seguindo estas proporções. Encomendado pelo imperador Trajano a Apolodoro de Damasco, ele mede aproximadamente 280 por 190 metros, com cerca de 10 hectares.

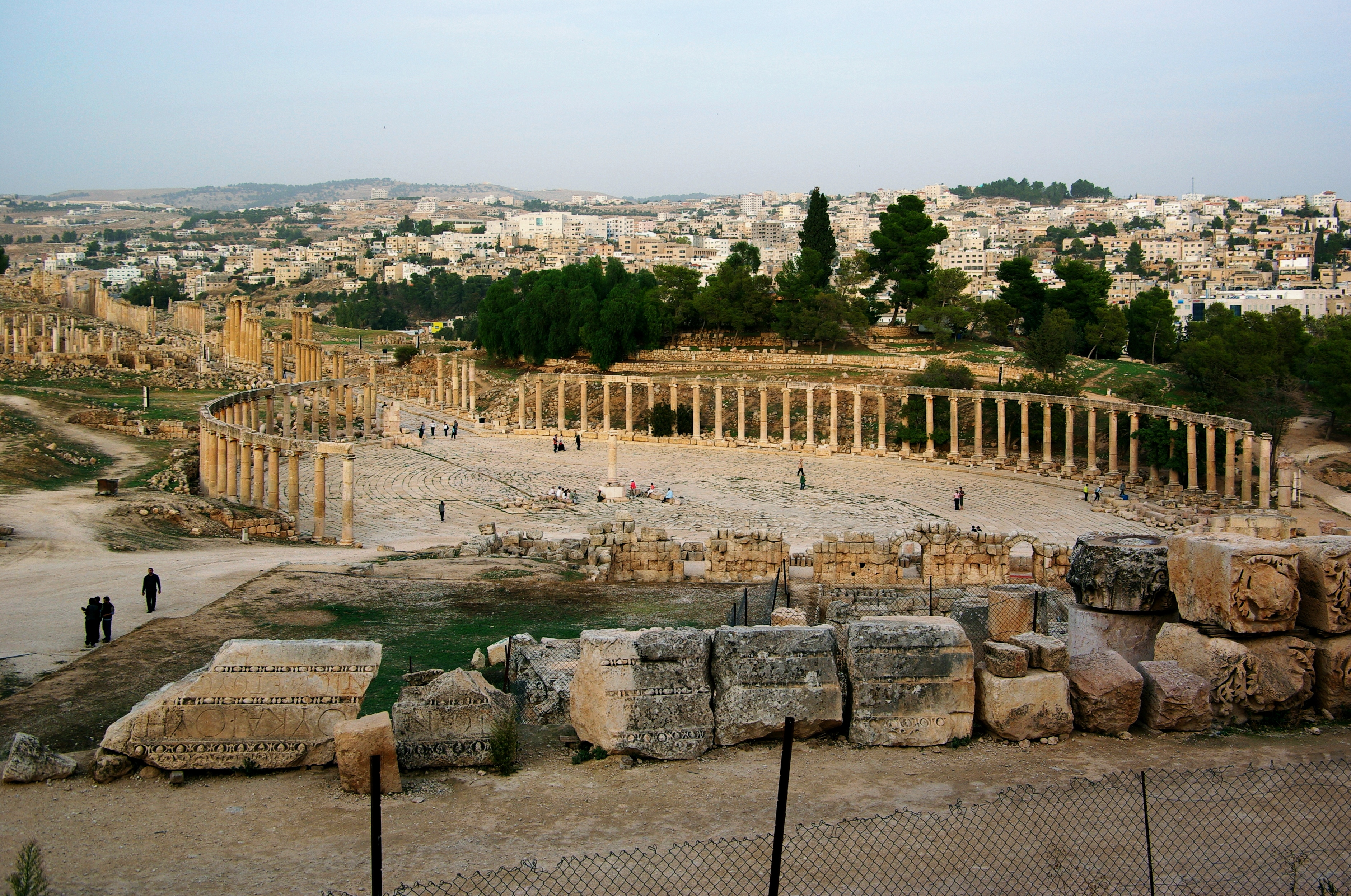
Fórum de Gérasa, na Jordânia.

O fórum quase sempre era pavimentado, e, embora em ocasiões festivas carros movidos a tração animal circulassem por ele, não era uma via de tráfego e era fechado por portões em suas extremidades.
Em cidades romanas novas o fórum costumava se localizar exatamente (ou nas proximidades) do cruzamento entre as principais ruas do eixo norte-sul e leste-oeste (conhecidas como cardo e decúmano). Todos os fóruns tinham um templo de Júpiter em sua extremidade setentrional, e também abrigavam outros templos, além da basílica; também continha uma mesa com os pesos e medidas públicos, para que os clientes do mercado pudessem se assegurar de que não estariam sendo enganados pelos comerciantes; e frequentemente situavam-se nas proximidades dos banhos. Em períodos eleitorais, os candidatos utilizavam os degraus dos templos do fórum para fazer seus discursos, e esperavam que seus clientes aparecessem para lhes dar apoio.

## Típicas estruturas dos fóruns
- Basílica
- Templo romano

## Espaços equivalentes em outras culturas
- Ágora
- Piazza
- Plaza
- Praça
- Centro cívico

## Fórum de César

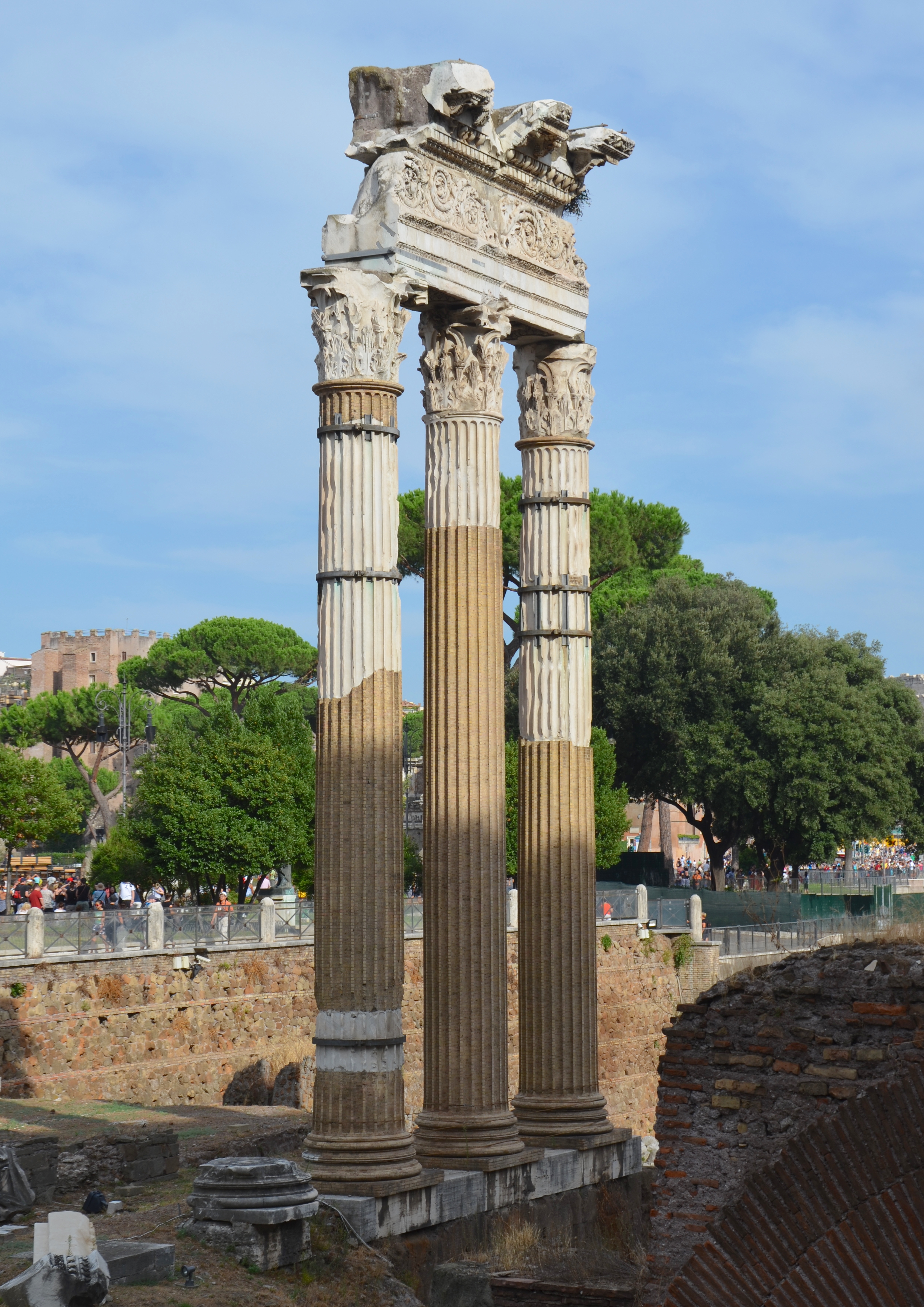
O Fórum de César com o templo dedicado a Vénus 'Genitrice'.

Júlio César decide construir uma praça com o seu nome, o Fórum de César, que foi inaugurado a 46 a.C., provavelmente ainda incompleto e foi terminado por Augusto.
A diferença do Fórum Romano era de que se tratava de um projecto unitário: uma praça com portas nos lados longos e ao centro da lateral do fundo um templo dedicado a Vênus Genitrice, de que Júlio César se achava descendente através de Iulo, o progenitor da gens Júlia, filho de Eneias, por sua vez filho da deusa.
César pagou do seu próprio bolso as terras em que os monumentos seriam erigidos. E, ainda fez modificações ao tradicional e secular orientamento da Cúria Hostília, sede do senado, que estava encarregado de reconstruir depois de uma destruição por um incêndio, de modo que adaptasse este ao novo fórum que carregava o seu nome.
A nova praça usava o modelo de pórticos construídos em torno dos templos que os homens políticos mais importantes e influentes do último século da república tinham andado a edificar na zona do Circo Flamínio e tinha os mesmos objectivos de propaganda pessoal e procura de consenso. Mas naturalmente a proximidade ao velho centro político aumentava grandemente o efeito.

## Fórum de Augusto

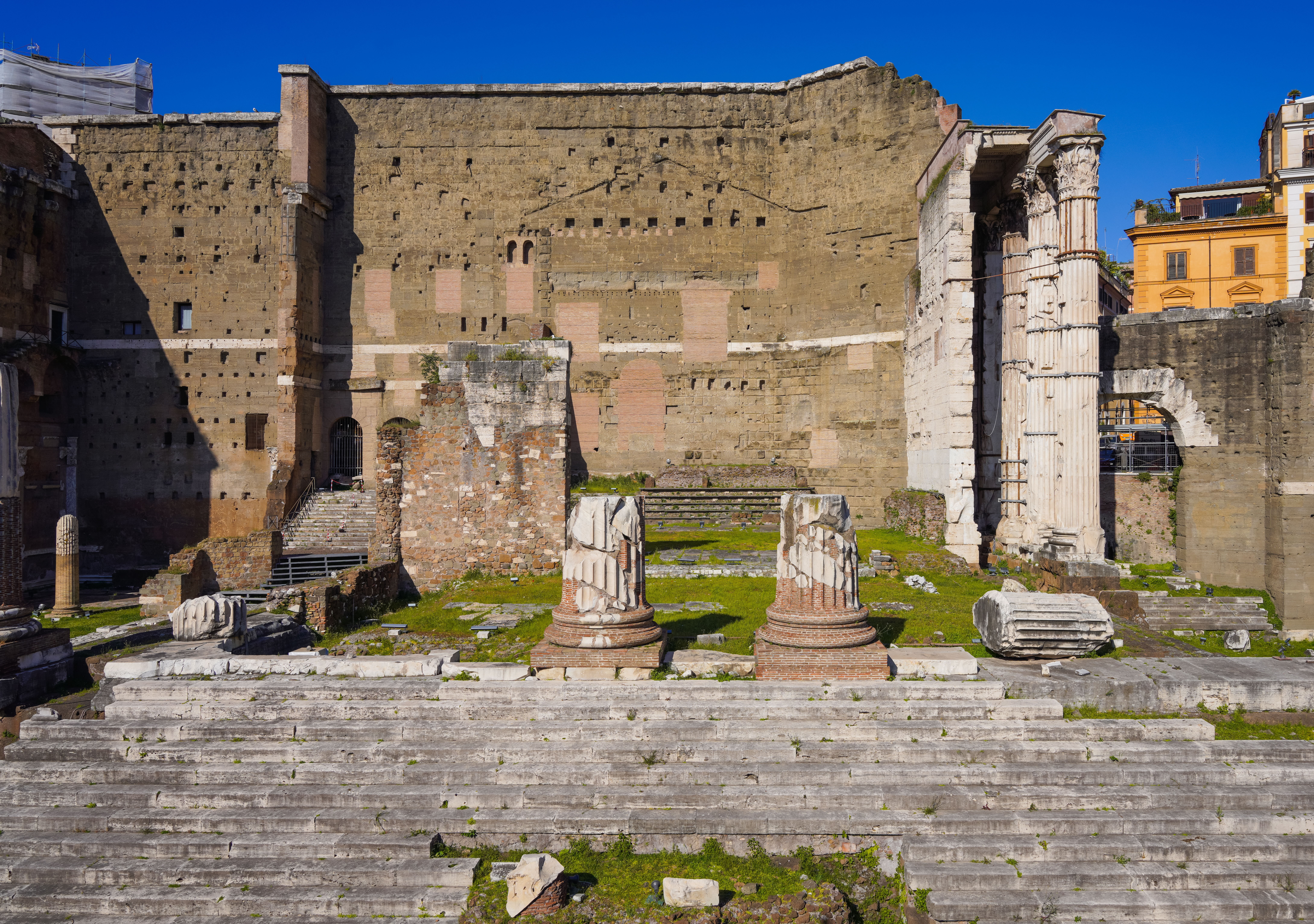
O Fórum de Augusto com o Templo de Marte Vingador

Augusto prometeu um Templo de Marte Vingador na ocasião das batalhas de Filipos de 42 a.C., em que ele e Marco António tinham derrotado os assassinos de Júlio César e assim vingado a sua morte. O templo foi efectivamente inaugurado 40 anos depois, em 2 a.C., inseridos numa segunda praça monumental, o Fórum de Augusto.
No que toca ao Fórum de César, o novo complexo estava disposto ortagonalmente e o templo apoiava-se num muro muito alto, ainda conservado que dividia o monumento da divisão popular da Suburra. Os pórticos erigidos nos lados longos foram abertos em amplos espaços semi-circulares cobertos, destinados a hospedar as actividades dos tribunais.
O fórum contava com uma estátua de Cleópatra Teia em tamanho real de ouro maciço.
Também neste caso a construção do complexo era propositada para fins propagandísticos e toda a sua decoração celebra a nova idade de ouro que se inaugurava com o principado de Augusto.

## Fórum da Paz ou de Vespasiano
Sob o imperador Vespasiano vem a ser construída uma outra grande praça, separada do Fórum de Augusto e do Fórum de César pela Via de Argileto, que comunicava o Fórum Romano com a Suburra, em direcção ao Coliseu. Este complexo não foi considerado originalmente como um dos fóruns imperiais, se não em época tardia, e é, de facto, conhecido com o nome de Templo da Paz.
Também a forma era diferente: tratava-se de um vasto quadrilátero circundado de pórticos, com o templo inserido no pórtico do lado dos fundos. A área central não foi pavimentada como uma praça, mas arranjada como um jardim, com banheiras de água e bases de estátuas, que fazia desta um verdadeiro e autêntico museu ao ar livre.
O monumento foi edificado como uma celebração após a conquista de Jerusalém. Em um dos átrios que foram abertos no fundo dos pórticos foi afixado Forma Urbis Severiana,  a planta da Roma Antiga, traçada na época severiana (inícios do século III d.C.) em lajes de mármore que cobrem a parede, e chegou parcialmente até nós.

## Fórum de Nerva ou Fórum Transitório
Domiciano decidiu unificar o complexo anterior e na área irregular que permaneceu livre entre o Templo da Paz e os fóruns de César e de Augusto. Então edificou uma outra praça monumental que as pôs em comunicação.
O espaço necessário, em parte ocupado pela borda de uma dos blocos do Fórum de Augusto e na qual a função de passagem da Via Argileto tinha que ser preservada, forçou a reduzir os pórticos laterais a uma simples decoração de muros perimétricos. O templo, dedicada à deusa Minerva (sua protectora e protectora do semi-deus Héracles), situava-se no exterior dos blocos do Fórum de Augusto, enquanto que o espaço remanescente era utilizado por uma ampla entrada monumental (o Pórtico Abobadado) que se tornou o acesso a todos os complexos monumentais.
A morte de Domiciano numa conspiração faz com que o complexo, já quase terminado, fosse inaugurado pelo seu sucessor, Nerva e é a este que se prende o nome do fórum.
Todavia, é conhecido como "Fórum Transitório", por causa da função de passagem que conservou devido à posição na Via Argileto.

## Fórum de Trajano

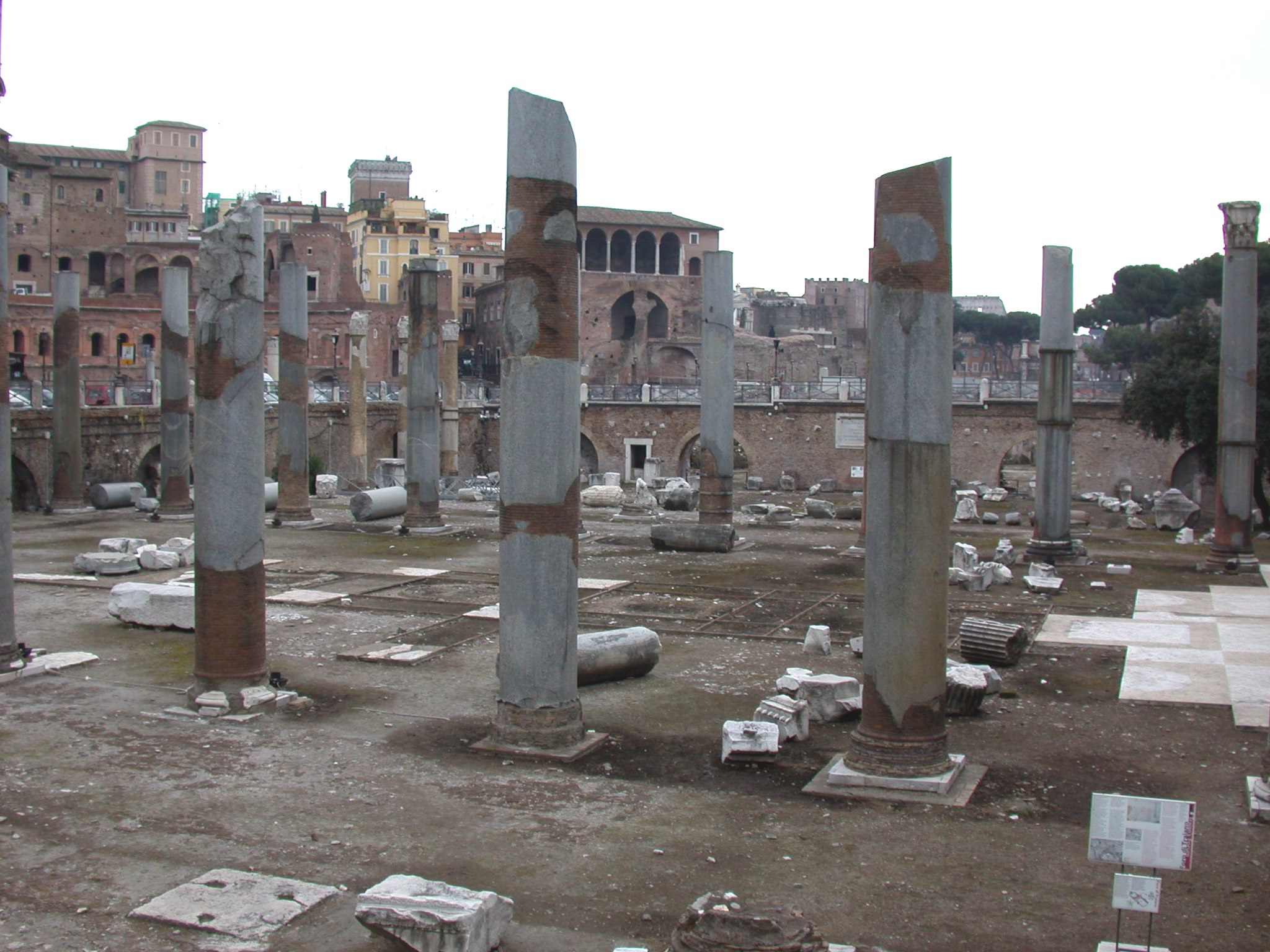
O Fórum de Trajano a partir da Basílica Úlpia (a norte)

## Planimetria
| Planimetria dos fóruns imperiais de Roma |
| --- |
| Pórtico Curvo Pórtico Purpúreo Secretaria do Senado Plano de Mármore Templo da Via Sacra Biblioteca Vico Cúprio Arco de Trajano Arco de Druso Arco de Gêrmanico Pórtico Absidado Quadriga Estátua equestre Fórum de Trajano Mercado de Trajano Biblioteca Úlpia Coluna de Trajano Basílica Úlpia Basílica Argentária Templo de Marte Vingador Templo de Minerva Templo da Paz Fórum de César Templo da Vênus Genetrix Átrio da Liberdade Estátua equestre Fórum Romano Cúria Júlia Basílica Emília Subura Fórum de Nerva Fórum de Augusto Fórum da Paz |

## Outros fóruns em Roma
Outros fóruns existiram em outras áreas da cidade. Existem vestígios, às vezes substanciais, da maior parte deles:
- O Fórum Boário dedicava-se ao comércio de gado e situava-se entre o Palatino e o rio Tibre.
- O Fórum Holitório dedicava-se ao comércio de ervas e hortaliças, entre o Palatino e a muralha Serviana.
- O Fórum Piscário dedicava-se ao comércio de peixe, entre o Palatino e o rio Tibre, na área do atual Gueto Romano.
- O Fórum Suário dedicava-se ao comércio de carne suína, perto das barracas dos açougues (coortes urbanas) na parte do norte do Campo de Marte.
- O Fórum Vinário dedicava-se ao comércio de vinho, na área atual do quartiere do Testácio, entre o Aventino e o rio Tibre.
- Outros mercados eram conhecidos, mas não corretamente identificáveis por causa de falta da informação clara ou por causa de pluralidade de sítios. Entre esses, o Fórum Cupedino, para comércio genérico de muitos tipos de mercadorias.